# Benoît Jacquot
Benoît Jacquot (nascut el 5 de febrer de 1947) és un director de cinema i guionista francès que ha tingut una carrera variada al cinema europeu.
El juliol de 2024, Jacquot va ser acusat de violació, inclosa una menor, i se li va prohibir dirigir i tenir contacte amb menors.

## Vida i carrera
Nascut a París, Jacquot va començar la seva carrera com a ajudant de direcció de pel·lícules de Marguerite Duras, com ara Nathalie Granger, India Song, i també actor. al curtmetratge de 1973 La Sœur du cadre.
Es va dedicar a escriure i dirigir amb la pel·lícula de 1975 L'Assassin musicien, protagonitzada per Anna Karina.
Ha dirigit més de quaranta pel·lícules, les més destacades per al públic nord-americà són La Désenchantée (1990), protagonitzada per Judith Godrèche, i La Fille seule (1995), protagonitzada per Virginie Ledoyen.
El 2003 va dirigir l’òpera de Massenet Werther conduïda per Antonio Pappano a la Royal Opera House, Covent Garden.
La seva pel·lícula L'adeu a la reina va obrir el 62è Festival Internacional de Cinema de Berlín el febrer de 2012.
La seva pel·lícula de Trois Cœurs va competir pel Lleó d'Or a la 71a Mostra Internacional de Cinema de Venècia.

## Denúncies d'abús sexual i càrrecs penals
El gener de 2024, Judith Godrèche va acusar Jacquot d’assetjar-la quan tenia 14 anys. Arran de les acusacions de Godrèche, diverses actrius es van presentar amb denúncies contra Jacquot, entre elles Julia Roy, Vahina Giocante i Isild Le Besco. El febrer de 2024, Godrèche va presentar una denúncia policial oficial contra Jacquot acusant-lo de "violacions amb violència d'un menor de 15 anys".
L'1 de juliol de 2024, va ser interrogat juntament amb Jacques Doillon per abús sexual a Godrèche. Els dos directors també serien detinguts per la Brigada de Protecció Juvenil. El 3 de juliol de 2024, Jacquot va ser acusat de violació.
Abans de l'acusació, Jacquot també va ser sotmès a una investigació formal per denúncies de violació i agressió sexual de Roy entre 1998 i 2000 i Le Besco el 2013. Le Besco va presentar una denúncia per presumpta violació durant la seva pròpia relació amb Jacquot que també va començar quan ella era menor d'edat, mentre que Roy va acusar Jacquot d'haver-la agredit sexualment en un "context de violència i restricció moral que va durar diversos anys". Jacquot seria acusat preliminarment d'haver violat a Roy i Le Besco. El 4 de juliol de 2024, la fiscalia de París va confirmar que els càrrecs de violació ara es van fer oficials i també va anunciar que Jacquot va ser acusat de la violació d'un menor, Le Besco, i que també hauria de servir com a testimoni especial en un altre cas de presumpta violació de Le Besco, en aquest cas per part d'una parella per un 10 mesos el 2007. Seria alliberat de la presó aquell dia, però també se'l va ordenar que se sotmetés a un tractament psicològic i se li va prohibir contactar amb les seves suposades víctimes i testimonis. Jacquot tampoc no pot treballar ni com a director ni en cap condició amb menors d'edat i se li va condemnar a pagar una fiança de 25.000 euros (27.000 dòlars). També roman sota supervisió judicial.

## Filmografia

### Com a cineasta
| Any  | Títol                                | Acreditat com | Acreditat com | Notes |
| Any  | Títol                                | Director      | Guionista     | Notes |
| ---- | ------------------------------------ | ------------- | ------------- | --- |
| 1974 | Psychanalyse                         | Sí            | Sí            | Documental (TV) |
| 1976 | L'Assassin musicien                  | Sí            | Sí            | |
| 1977 | Les Enfants du placard               | Sí            | Sí            | |
| 1979 | Retour à la bien-aimée               |               | Sí            | |
| 1981 | Les Ailes de la colombe              | Sí            | Sí            | |
| 1982 | Une villa aux environs de New York   | Sí            |               | Telefilm Nominada—Festival de Canes – Prix Un certain regard |
| 1986 | Corps et Biens                       | Sí            | Sí            | |
| 1987 | Buisson ardent                       |               | Sí            | |
| 1988 | Les Mendiants                        | Sí            | Sí            | |
| 1988 | The Beast of the Jungle              | Sí            |               | Telefilm |
| 1988 | Elvire Jouvet 40                     | Sí            |               | Telefilm |
| 1988 | Le Voyage au bout de la nuit         | Sí            |               | Migmetratge (també director de fotografia) |
| 1989 | Alfred Deller: portrait d'une voix   | Sí            |               | Telefilm |
| 1990 | La Désenchantée                      | Sí            | Sí            | |
| 1990 | Dans la solitude des champs de coton | Sí            |               | Telefilm |
| 1993 | Cuentos de Borges                    | Sí            | Sí            | TV series |
| 1993 | La Mort du jeune aviateur anglais    | Sí            |               | Curt documental (també com a editor) |
| 1993 | Écrire                               | Sí            |               | Curt documental |
| 1994 | 3000 scénarios contre un virus       | Sí            |               | Film omnibus |
| 1995 | La Place Royale                      | Sí            |               | Telefilm |
| 1995 | La Fille seule                       | Sí            | Sí            | |
| 1995 | La Vie de Marianne                   | Sí            | Sí            | Telefilm |
| 1996 | Un siècle d'écrivains                | Sí            | Sí            | Sèrie documental (episodi: "J. D. Salinger") |
| 1997 | Le Septième Ciel                     | Sí            | Sí            | Nominada—Festival de Venècia – Lleó d'Or |
| 1998 | L'École de la chair                  | Sí            |               | Nominada—Festival de Canes – Palma d'Or |
| 1998 | Par cœur                             | Sí            |               | Documental |
| 1999 | Pas de scandale                      | Sí            | Sí            | Nominada—Festival de Venècia – Lleó d'Or |
| 2000 | La Fausse Suivante                   | Sí            |               | |
| 2000 | Sade                                 | Sí            |               | |
| 2001 | Tosca                                | Sí            |               | |
| 2002 | Adolphe                              | Sí            | Sí            | |
| 2004 | Princesse Marie                      | Sí            |               | Telefilm |
| 2004 | À tout de suite                      | Sí            | Sí            | Nominada—Festival de Canes – Prix Un certain regard |
| 2006 | L'Intouchable                        | Sí            | Sí            | Nominada—Festival de Venècia – Lleó d'Or |
| 2007 | Gaspard le bandit                    | Sí            |               | Telefilm |
| 2009 | Villa Amalia                         | Sí            | Sí            | |
| 2009 | Atelier jardin                       | Sí            | Sí            | Curtmetratge |
| 2010 | Werther                              | Sí            |               | Telefilm |
| 2010 | Les Faux-monnayeurs                  | Sí            | Sí            | Telefilm |
| 2010 | Au fond des bois                     | Sí            | Sí            | |
| 2012 | L'adeu a la reina                    | Sí            | Sí            | Premi Louis-Delluc Nominada—Festival de Cinema de Berlín – Ós d'Or Nominada—César a la millor pel·lícula Nominada—César al millor director Nominada—César a la millor adaptació Nominada—Premi Globes de Cristal a la millor pel·lícula Nominada—Lumière a la millor pel·lícula Nominada—Lumière al millor guió |
| 2013 | Venice 70: Future Reloaded           | Sí            |               | Curtmetratge |
| 2014 | Trois Cœurs                          | Sí            | Sí            | Nominada—Premi Louis-Delluc Nominada—Lumière a la millor pel·lícula Nominada—Lumière al millor director Nominada—Festival de Venècia – Lleó d'Or |
| 2015 | Journal d'une femme de chambre       | Sí            | Sí            | Nominada—Festival de Cinema de Berlín – Ós d'Or Nominada—César a la millor adaptació |
| 2016 | Gentleman Rissient                   | Sí            |               | Documental |
| 2016 | À jamais                             | Sí            |               | |
| 2018 | Eva                                  | Sí            | Sí            | |
| 2019 | Dernier Amour                        | Sí            | Sí            | |
| 2021 | Suzanna Andler                       | Sí            | Sí            | |
| 2022 | Par coeurs                           | Sí            | Sí            | |

### Com a actor
| Any  | Títol                   | paper                      | Notes        |
| ---- | ----------------------- | -------------------------- | ------------ |
| 1973 | La Sœur du cadre        |                            | Curtmetratge |
| 1975 | India Song              |                            | Voice        |
| 1997 | Le Théâtre des matières | Escriptor                  |              |
| 1979 | Le Navire Night         |                            | Veu          |
| 1979 | Short Memory            | Secretari de Monsieur Mann |              |
| 2012 | Mauvaise Fille          | El director                |              |
| 2012 | Cherchez Hortense       | Kevadian                   |              |
| 2012 | Jeanne                  |                            | Curtmetratge |
| 2013 | Casse-tête chinois      | Monsieur Rousseau          |              |